# Ribeirão Cascalheira
Ribeirão Cascalheira – miasto i gmina w Brazylii, w stanie Mato Grosso.